# HESA Saegheh-2 (drone)
Shahed 191
Ne doit pas être confondu avec HESA Saeqeh.
Le Saegheh-2 ou Saegheh-II ou encore Saeqeh (en persan: صاعقه), aussi connu sous le nom de Shahed 191, est un drone de combat aile volante à turbopropulseur/piston (UCAV) iranien produit par Industries aéronautiques de Shahed. Il est basé sur le modèle RQ-170, mais plus petit et substantiellement différent d'un drone Lockheed Martin RQ-170 Sentinel qui a été capturé et rétro-conçu par l'Iran. Il est l'un des deux drones à ailes volantes iraniens basés sur le RQ-170, avec le Shahed 171 Simorgh.
Un certain nombre de sources ont exprimé des doutes quant au fait que le Seagheh-2 soit muni d'armes et affirment qu'il s'agit uniquement d'une plate-forme ISTAR,. Cependant en 2018 l'Iran aurait utilisé le drone Saegheh-2 pour effectuer des frappes contre des cibles en Syrie.
En 2017, 10 drones Saegheh étaient en production et l'Iran prévoyait d'en acheter au moins 50 d'ici 2025.

## Variantes
Les spécifications du Saegheh sont inconnues, mais on[Qui ?] pense qu'il a une envergure d'environ 6-7 m.

### Saegheh-1
Le Saegheh-1 a été présenté pour la première fois lors d'une exposition d'armes iraniennes en 2016.
Les nouvelles de l'État iranien ont affirmé que le Saegheh-1 pouvait transporter quatre missiles antichars guidés avec précision Sadid-1 . Le gouvernement iranien n'a pas fourni de démonstration du vol d'UAV, ni précisé sa portée. Le Saegheh-1 n'avait aucun système de ciblage/optique apparent.
Les premiers modèles de Saegheh n'avaient pas la prise d'air frontale du Simorgh/RQ-170.

### Saegheh-2
Ce modèle est également connu sous le nom de Shahed 191. Les modèles montrés plus tard ont une entrée d'air frontale. La probabilité est que seuls les modèles à moteur à piston n'ont pas d'admission frontale.[pas clair] L'UAV décolle de racks spécialisés montés sur un véhicule accélérant sur une piste (probablement des camions Toyota Hilux) et est récupéré sur une piste avec des patins d'atterrissage rétractables. 
Le Shahed 191 transporte deux missiles Sadid-1 à l'intérieur et atterrit sur des patins d'atterrissage rétractables. Le Shahed 191 a une vitesse de croisière de 300 km/h, une autonomie de 4,5 heures, une autonomie de 450 km et une charge utile de 50 kg. Le plafond est de 25 000 pieds.
Selon l'agence de presse Fars, le Saegheh-2 a été utilisé au combat en Syrie.

### Variante à hélice
Dans les jeux de guerre organisés en 2019, l'Iran a montré une variante de Saegheh propulsée par une hélice. Il porte les missiles Sadid-1 à l'extérieur et atterrit sur des patins d'atterrissage fixes. Il décolle de la même manière que la variante Shahed 191.

## Histoire opérationnelle

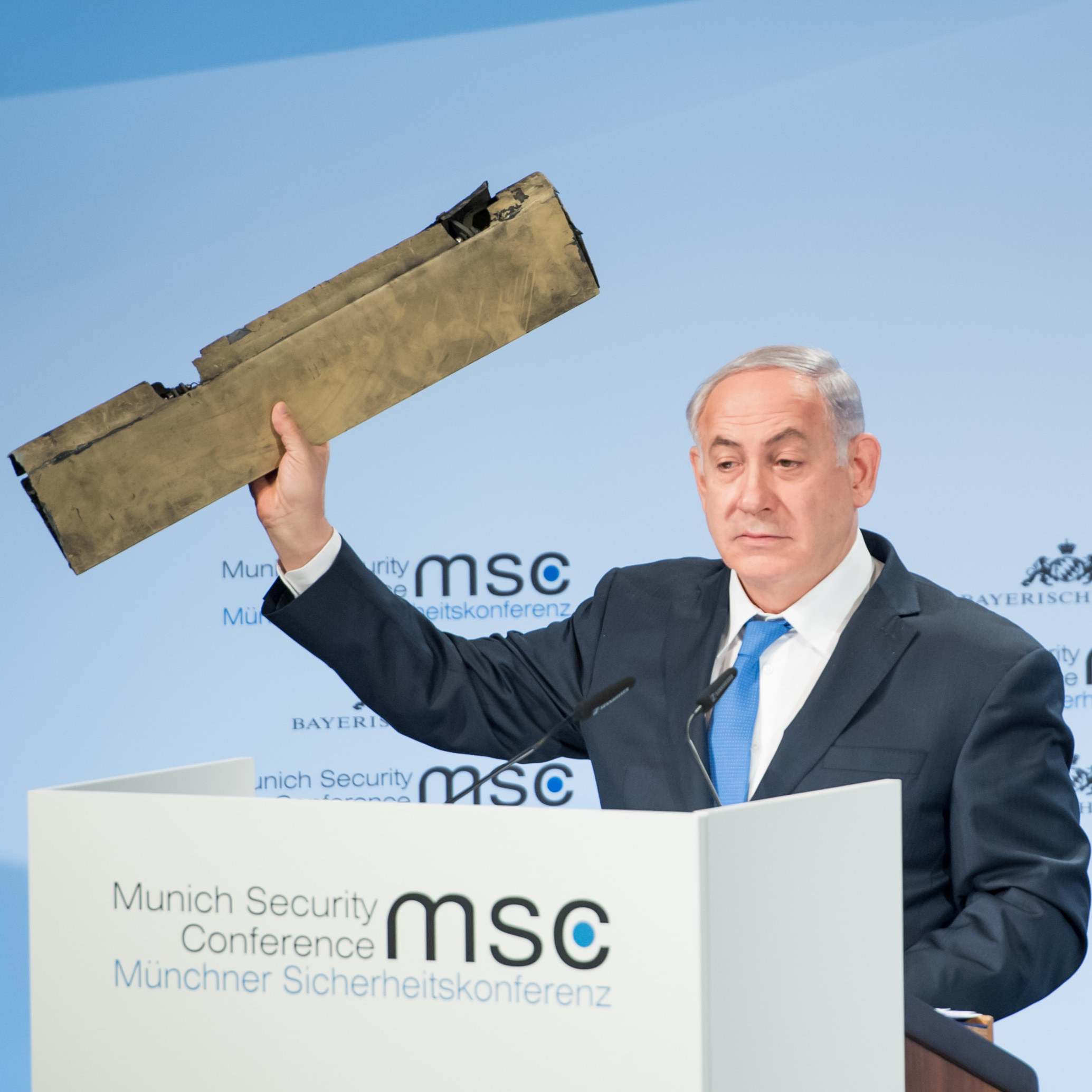
À la Conférence de Munich sur la sécurité 2018, Benjamin Netanyahu présente une partie d'un drone Saegheh détruit

Le 1er octobre 2018, les forces aérospatiales de l'IRGC ont utilisé des missiles balistiques et des drones, notamment des drones Saegheh, pour attaquer des cibles dans la région d'Abu Kamal, dans l'est de la Syrie. Bien que l'Iran ait d'abord montré le Saegheh avec quatre missiles Sadid-1 lancés sous le corps, dans cet incident, ils ont publié une vidéo selon laquelle ils montraient un drone Saegheh lâchant une seule bombe Sadid-1 de ses compartiments internes.
Israël a abattu un Saegheh lors de l'incident Israël-Syrie de février 2018. Le Times of Israel a rapporté que la conception de l'UAV était largement basée sur le RQ-170 détruit et des morceaux récupérées. Le général de brigade de l'IAF, Tomer Bar, a déclaré que le drone était assez avancé et imitait la technologie occidentale.

## Opérateurs
Iran
- Corps des gardiens de la révolution islamique - Force aérospatiale

 Russie

## Galerie

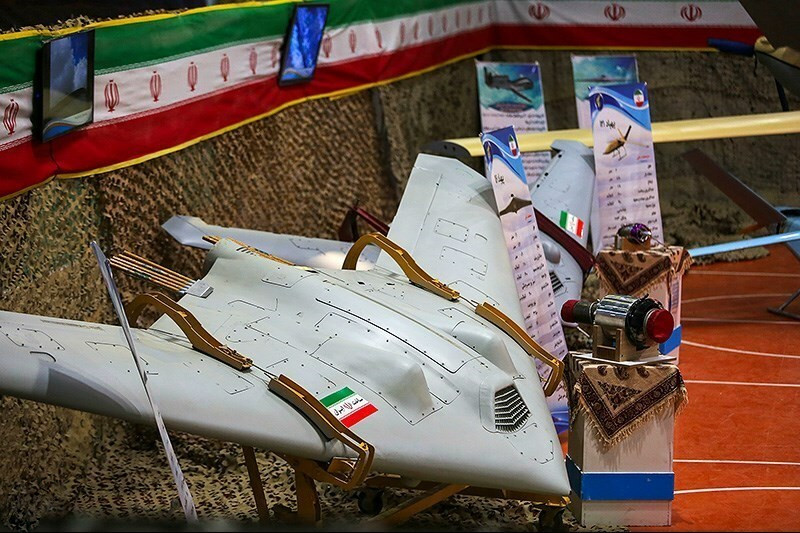
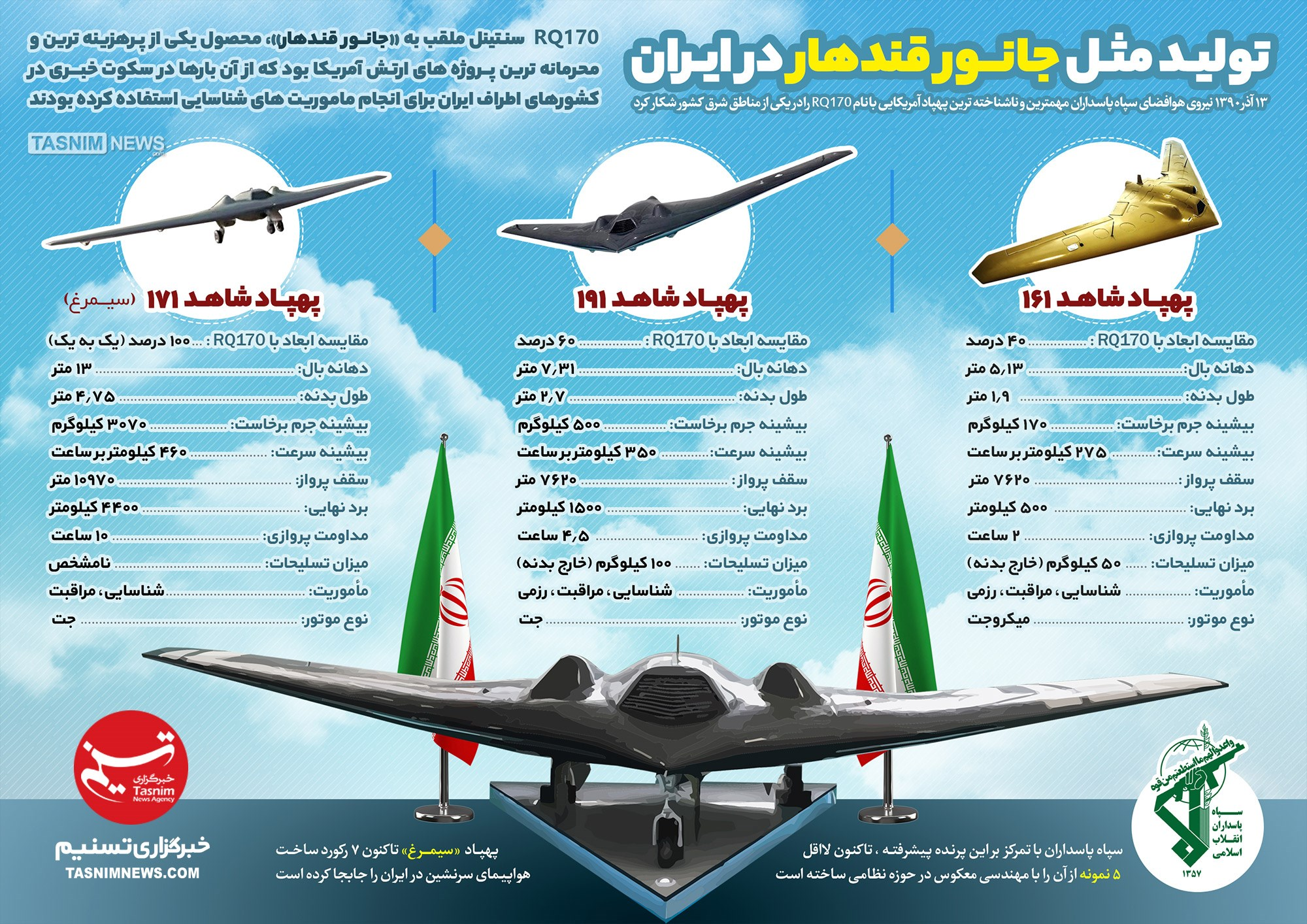

### Développement connexe
- Lockheed Martin RQ-170 Sentinel
- Shahed 171 Simorgh
- H-110 Sarir (drone)
- HESA Gaza 149
- HESA Karrar
- HESA Shahed 129
- HESA Shahed 136

### Avions de configuration comparables
- Northrop Grumman RQ-180
- Mikoyan Skat
- Mikoyan-Gourevitch Skat
- Soukhoï S-70 Okhotnik-B
- Dassault Neuron